# Esperantista Klubo Palma
L'Esperantista Klubo Palma (literalment en català: Club Esperantista de Palma) va ser un grup d'esperanto de Palma fundat el 1907 per Bartomeu Font Cantallops, Joan Aguiló Valentí, Gabriel Alomar Ferragut i Bernat Rabassa Boyeras i desaparegut el 1936 a causa de l’aixecament militar. El moviment esperantista arribà a Mallorca procedent dels intercanvis que els mallorquins realitzaren amb el continent al final del segle xix. El 1907 es fundà l’Esperantista Klubo Palma i, al seu voltant, s'organitzà un moviment cultural i social de mallorquins, els quals s'expressaven en esperanto.